# Місця, заселені русинами

Субетноси русинів. Бойки, гуцули, долиняни, лемки. Зауважимо, що всієї території бойків та гуцулів немає на карті.

Сучасні адміністративні утворення приблизно відповідають традиційній території розселення русинів. Були включені наступні території, які досі або до Другої світової війни були заселені кожним із зазначених нижче русинських етнічних груп:
Долиняни:
- Україна: Закарпатська область без Рахівського району, див. Гуцули;

Бойки:
- Польща: Підкарпатське воєводство: Бещадський повіт, Ліський повіт; див. також статтю Вікіпедії Операція «Вісла»;
- Україна: Івано-Франківська область: Івано-Франківський район, Калуський район, Рожнятівський район; Львівська область: Старосамбірський район, Сколівський район, Турківський район;

Гуцули:
- Румунія: повіт Марамуреш;
- Україна: Чернівецька область: Глибоцький район, Путильський район, Сторожинецький район, Вижницький район; Івано-Франківська область: Косівський район, Надвірнянський район, Верховинський район, місто Яремче; Закарпатська область: Рахівський район;

Лемки:
- Польща: Малопольське воєводство: Горлицький повіт, Новосондецький повіт, Новоторзький повіт, Татранський повіт; Підкарпатське воєводство: Ясельський повіт, Кросненський повіт, Сяноцький повіт; див. також статтю Вікіпедії Операція «Вісла»;
- Словаччина: Кошицький край: округ Михайлівці, округ Собранці, округ Требишів; Пряшівський край: округ Бардіїв, округ Гуменне, округ Кежмарок, округ Меджилабірці, округ Попрад, округ Снина, округ Стара Любовня, округ Стропков, округ Свидник; Жилінський край: округа Наместово, округа Тврдошін.

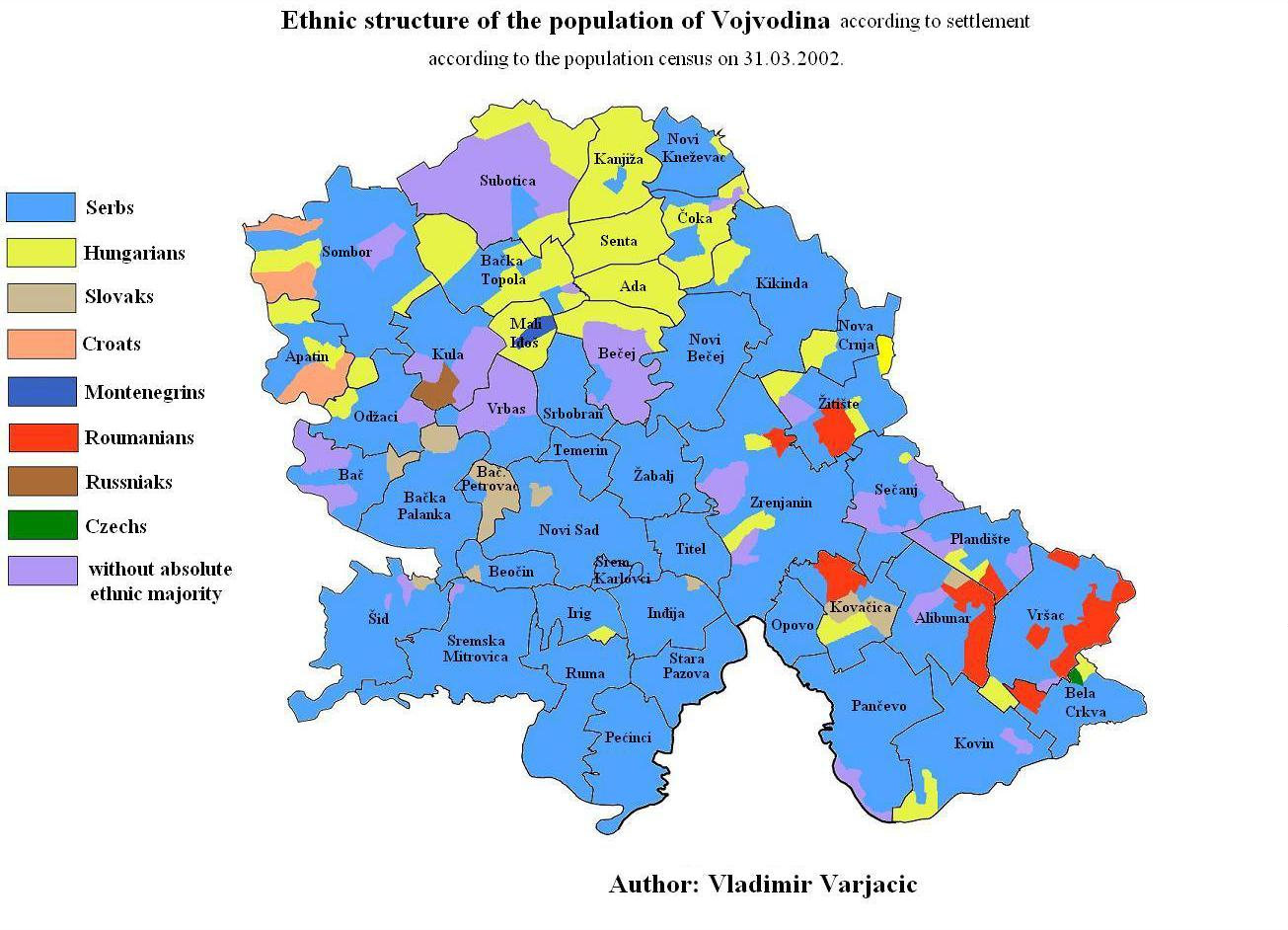
Крихітна територія, де переважають русини, у Воєводині, Сербія, згідно з результатами перепису населення 2002 року показана коричневим кольором.

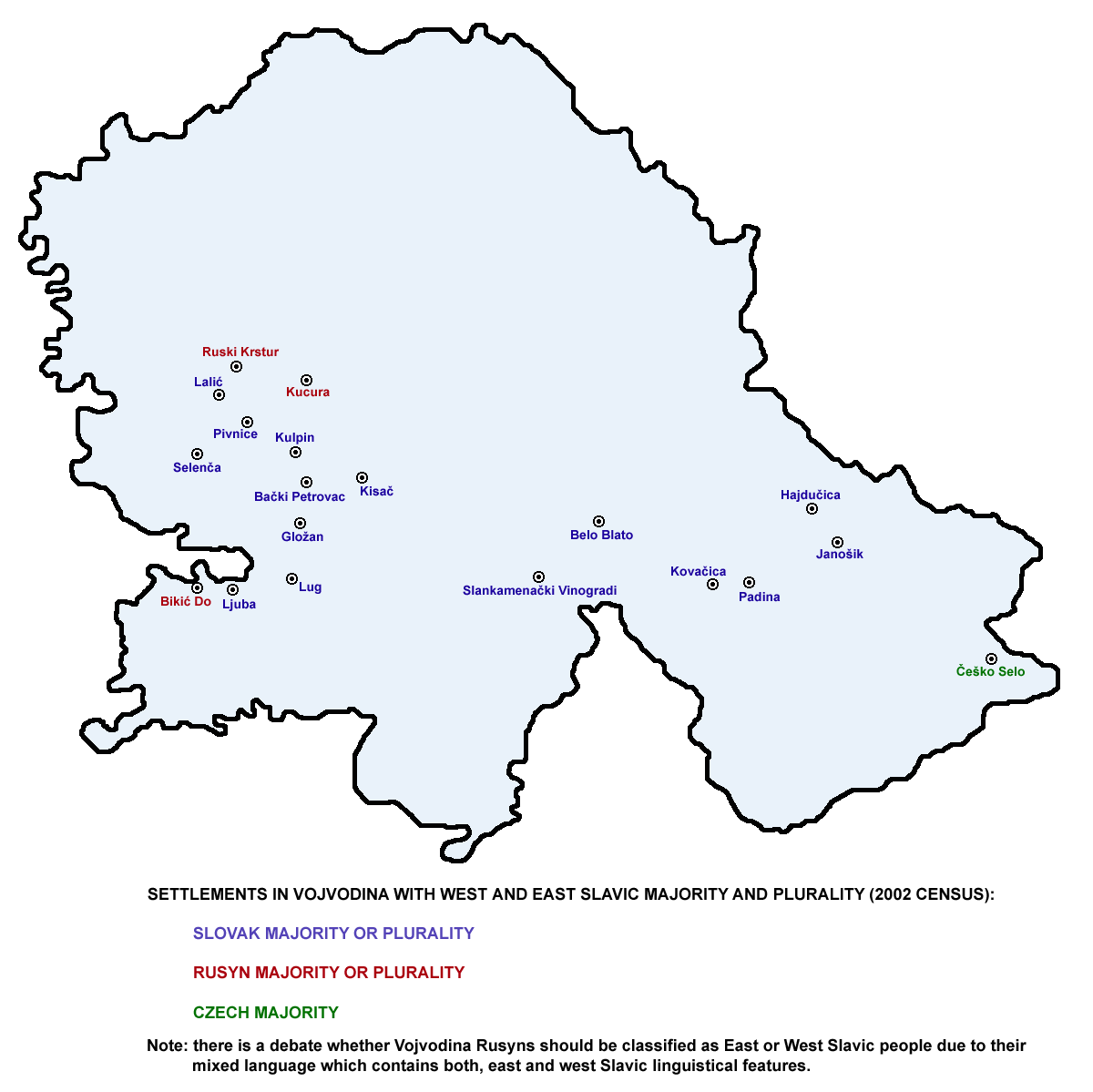
Поселення русинів у Воєводині, перепис 2002 року

Паннонські русини є також у Сербії (найбільше у Воєводині), а також у Боснії і Герцеговині, Хорватії та Угорщині.
Про русинську діаспору дивіться у статтях Вікіпедії «Русини» та «Русини-американці». Див. Також статтю «Гуралі» для групи споріднених карпатських мікроетносів.